# Корбасьєр
Корбасьє́р (фр. Glacier de Corbassière) — льодовик завдовжки 9,8 км (станом на 2005 р.), лежить в масиві Гранд-Комбін, що у Пеннінських Альпах, кантон Вале (Швейцарія). У 1973 році мав площу 18,31 км².